# Изворены
Изворены (рум. Izvoreni, Изворень) — село в Унгенском районе Молдавии. Наряду с сёлами Новые Богены, Старые Богены, Мирчешты и Пояна входит в состав коммуны Новые Богены.

## География
Село расположено на высоте 153 метров над уровнем моря.

## История
До 1965 г. носило название Фунду-Кули.

## Население
По данным переписи населения 2004 года, в селе Изворень проживает 152 человека (79 мужчин, 73 женщины).
Этнический состав села:
| Национальность | Число жителей | Процентный состав |
| -------------- | ------------- | ----------------- |
| молдаване      | 151           | 99.34             |
| гагаузы        | 1             | 0.66              |
| Всего          | 152           | 100%              |